# Lista de países que mudaram de nome
Alguns destes países tiveram outras denominações designando seus mesmos territórios em épocas em que foram colonizados ou dominados por outros (como Gália, nome da França à época do domínio romano). Alguns outros, no entanto, submeteram-se soberanamente a mudanças de nome, fosse por razões de nacionalismo fundamentado em ideais indígenas de rejeição aos não-indígenas (Burkina Faso, Sri Lanka, Zaire), adequação à grafia nativa diferente da adotada em português (Kampuchea, Myanmar) e ainda outros por razões de conveniência diversas.
O asterisco (*) denota grafia diferenciada para o mesmo nome etimologicamente.
- Argentina = Províncias Unidas do Rio da Prata
- Bangladesh = Paquistão Oriental
- Belize = Honduras Britânicas
- Benim = Daomé
- Bolívia = Alto Peru
- Brasil = Pindorama (nome dado por indígenas de idioma guarani); Monte Pascoal; Ilha da Vera Cruz; Cabrália; Nova Lusitânia; Terra Nova; Terra dos Papagaios; Terra de Vera Cruz; Terra de Santa Cruz
- Botswana = África do Sul Britânica, Bechuanalândia
- Burquina Fasso = Alto Volta
- Canadá = Domi
- Camboja = Kampuchea, República Khmer
- China = Catai (usado na época dos Descobrimentos)
- Colômbia = Nova Granada
- República Democrática do Congo = Zaire
- Djibuti = Afar-Issa
- Emirados Árabes Unidos = Estados da Trégua
- Essuatíni = Suazilândia
- Etiópia = Abissínia
- Gana = Costa do Ouro
- Guiana = Guiana Inglesa
- Guiné Equatorial = Muni
- Haiti = Saint-Domingue
- Indonésia = Índias Orientais Neerlandesas ou Índias Neerlandesas
- Irão ou Irã = Pérsia
- Iraque = Mesopotâmia
- Irlanda = Hibérnia, Éire
- Iugoslávia = Reino dos Sérvios, Croatas e Eslovenos
- Japão = Cipango (usado pelos Europeus na época dos Descobrimentos)
- Jordânia = Transjordânia
- Kiribati = Ilhas Gilbert
- Lesoto = Basutolândia
- Líbia = Tripolitânia
- Madagáscar ou Madagascar = República Malgaxe
- Malawi = Niassalândia
- Moçambique = África Oriental Portuguesa
- Myanmar ou Myanmar = Birmânia, Burma
- Namíbia = Sudoeste Africano Alemão
- Omã = Mascate e Omã
- Papua-Nova Guiné = Nova Guiné Alemã
- Quênia ou Quénia = África Oriental Britânica
- Países Baixos = República Batava
- República Dominicana = Haiti Espanhol
- Roménia ou Romênia = Bessarábia
- Saara Ocidental = Saara Espanhol, Rio do Ouro
- Sri Lanka = Ceilão
- Tailândia = Sião
- Tanzânia = África Oriental Alemã, Tanganica
- Tuvalu = Ilhas Ellice
- Vanuatu = Novas Hébridas
- Zâmbia = Rodésia do Norte
- Zimbabwe = Rodésia do Sul, depois "Rodésia"